# Flik 9
La Fliegerkompanie 9 (abbreviata in Flik 9) era una delle squadriglie della Kaiserliche und Königliche Luftfahrtruppen. Solo un Asso dell'aviazione, Adolf Heyrowsky, ha operato nella squadriglia (era anche il suo comandante) nella quale ha avuto due vittorie.

## Storia

### Prima guerra mondiale
Quando scoppiò la prima guerra mondiale, l'unità di stanza a Cracovia fu reintegrata a Vienna, nella base aerea di Aspern. Il 1º ottobre 1914, si recò sul fronte serbo all'aeroporto di Kovin e poi a Vinkovci, in Croazia. Dai Balcani al fronte orientale, andò a Pidhajci nella Galizia e quindi tornò a Cracovia. Nel luglio 1917, l'aeronautica fu riorganizzata, la squadriglia ricevette compiti da caccia ed il suo nome cambiò in Jagdfleiger-Kompanie 9 (Flik 9J). Dopo il Trattato di Brest-Litovsk, nell'aprile 1918 fu diretta in Italia, a Borgo Valsugana ed Ospedaletto. La squadriglia fu inquadrata nell'undicesima armata di Viktor von Scheuchenstuel nella Battaglia del solstizio del giugno 1918, che si concluse con il ritiro delle forze austro-ungariche.
Al 15 ottobre successivo era ad Ospedaletto sempre nell'11 Armee.
Dopo la guerra, l'intera aviazione austriaca fu sciolta.
Adolf Heyrowsky conseguì due vittorie nella squadriglia.